# Chart szkocki

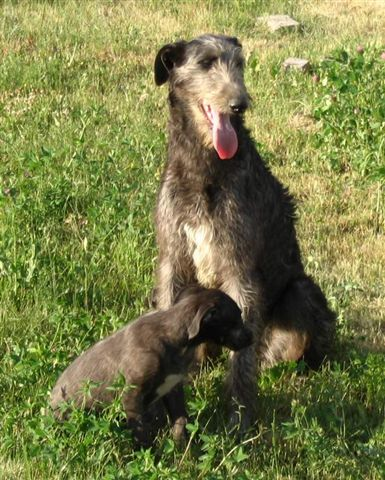
Suka i szczenię rasy deerhound

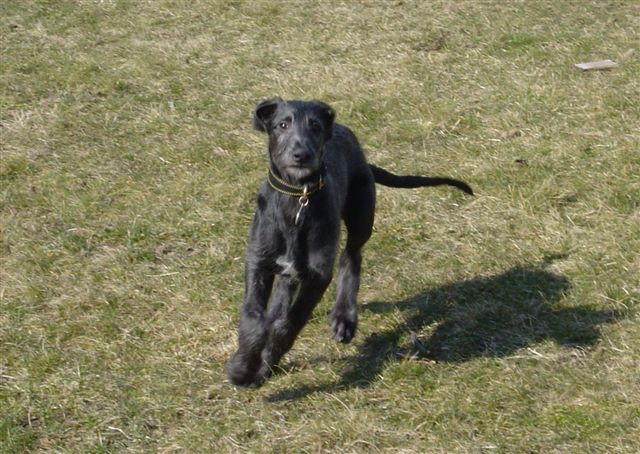
Czteromiesięczne szczenię deerhounda

Chart szkocki (oryginalna nazwa deerhound) – rasa psa zaliczana do grupy chartów, wyhodowana w Wielkiej Brytanii, użytkowana jako pies myśliwski, wyścigowy i towarzyszący. Typ chartowaty.

## Klasyfikacja FCI
W klasyfikacji FCI rasa ta została zaliczona do grupy X – charty, sekcja chartów szorstkowłosych. Nie podlega próbom pracy.

## Rys historyczny
Chart szkocki jest prawdopodobnie potomkiem dawnych chartów celtyckich. Strebel podaje, że wilczarz irlandzki i psy rasy deerhound pochodzą od jednego, wspólnego praprzodka będącego formą pośrednią pomiędzy tymi psami. Hans Räber. przytacza nie tylko opinie Strebela, ale także kilku innych kronikarzy i autorów zachowanych dokumentów o deerhoundzie (m.in. Haucka, Hickmana, Walkera). Stwierdza, że nie jest w literaturze przedmiotu przedstawione jednoznacznie stanowisko w sprawie pochodzenia tej rasy, ani udowodnione bezpośrednie pochodzenie deerhounda od wilczarza irlandzkiego, czy od dawnego greyhounda szorstkowłosego. Pojawiły się także teorie, że ten ostatni był tylko drugą, większą, przeznaczoną na grubą zwierzynę odmianą charta szkockiego. Dodatkowo problematyczne staje się nazewnictwo, które nie jest jednorodne i tak jak pisał w 1838 roku w "The Art of Deerstalking" Archibald M'Neil of Colonsay : "... pies na jelenie był znany jako irish wolfhound, irish greyhound, highland deerhound i scotch greyhound".
Jednymi z pierwszymi zachowanych wzmianek o deerhoundzie są opisy psów określanych "deirhounds" w "History of Scotland", która została napisana w 1528 roku przez Pitscottie'a. Od tego okresu pojawiały się już regularne wspomnienia w literaturze o rasie psów wykorzystywanych do polowań na jelenie. Psy te były ulubieńcami przywódców klanowych w Szkocji, a król Jakub I Stuart przekazał dziesięć sztuk deerhoundów m.in. do Danii.
Na upadek hodowli chartów szkockich na przełomie XVIII i XIX wieku, wpływ miało kilka czynników:
- sukcesywne karczowanie lasów pod tereny pastwiskowe,
- podział ziem niektórych ze starych rodów szlacheckich,
- rozwój w dziedzinie udoskonalania broni, w tym także broni myśliwskiej,
- rozbicie systemu klanowego na skutek działań wojennych i przegranej przez Szkotów bitwie pod Culloden Moor.

Charty szkockie były bliskie wyginięcia, lecz zostały odratowane między innymi dzięki promującemu je poecie – Walterowi Scottowi. Nie do końca są znane procesy hodowlane, jakie prowadzono w celu uzyskania współczesnego deerhounda. Hans Räber podaje, że dokonywano krzyżówek z mastifami, pirenejskimi psami na wilki i posokowcami kubańskimi. Wprowadzano także do pierwszych hodowli krew chartów rosyjskich oraz chartów macedońskich.
Księgę hodowlaną deerhoundów otworzono w roku 1870, a pierwszy zaakceptowany wzorzec pochodzi z roku 1892.

## Wygląd

### Budowa
Podobny do wilczarza irlandzkiego oraz greyhounda.

### Szata i umaszczenie
Sierść jest szorstka i kosmata, o barwie szaro-błękitnej.

## Charakter i zachowanie
Dorosłe osobniki są przyjacielskie i spokojne, młodsze mogą wykazywać zachowania destrukcyjne, jeśli poświęca się im za mało uwagi. Nie są zbyt czujne i rzadko szczekają.

## Użytkowość
Chart szkocki był użytkowany do polowania na jelenie i wilki, najczęściej pracował w parach. Dobrze sprawdza się w coursingu. Teraz jest głównie psem towarzyszącym, choć o silnym instynkcie myśliwskim.

## Zdrowie i pielęgnacja
Mimo swojego spokojnego temperamentu potrzebuje możliwości biegania. Zapewne chętnie będzie towarzyszył w długich spacerach oraz przejażdżkach konnych. Psy te żyją przeciętnie 9–11 lat.